# NEC Supertower
La NEC Super Tower est un gratte-ciel de bureaux construit à Tokyo en 1990. À l'époque de sa construction c'était l'un des plus hauts gratte-ciel de Tokyo et du Japon. La surface de plancher de l'immeuble est de 145 161 m2 ce qui est considérable pour un gratte-ciel.
L'immeuble a été conçu par la plus grande agence d'architecture du Japon Nikken Sekkei. Il abrite le quartier général de la société d'informatique NEC. C'est l'un des gratte-ciel le plus célèbre de Tokyo.